# آراموس، ارمنستان
آراموس (به ارمنی: Արամուս) یک شهرک در ارمنستان است که در استان کوتایک واقع شده‌است.    در  کیلومتری شمال هرازدان، مرکز استان کوتایک واقع شده است.

## خصوصیات
آراموس  ۳٬۲۳۷ نفر جمعیت دارد و در ارتفاع  متر بالاتر از سطح دریا قرار گرفته است.